# 1955年東京都知事選挙
1955年東京都知事選挙（1955ねんとうきょうとちじせんきょ）は、1955年（昭和30年）4月23日に行われた東京都知事（第3期）を選出するための選挙である。

## 概要
立候補の届け出は4月8日に締め切られ、現職の安井誠一郎を含む計7名が立候補した。3期目を目指して、現職の安井が保守系候補として立候補したのに対し、元外相の有田八郎が、左右両派の社会党から推薦されて3月11日に出馬を表明することとなった。
開票は4月24日8時から全都で一斉に行われた。

## 選挙データ

### 告示日
- 1955年（昭和30年）3月29日[4]

### 投票日
- 1955年（昭和30年）4月23日